# Société africaine de plantations d'hévéas
 (janvier 2013).
La Société africaine de plantations d'hévéas (SAPH) a été créée le 29 décembre 1956. Son activité principale est la production et l'usinage de caoutchouc naturel sous forme de granulé compact et de latex centrifugé.

## Historique
Au début de l'année 1955, bénéficiant d'une longue expérience de la culture de l'hévéa au Viêt Nam et au Cambodge, des sociétés françaises, à l'initiative de la société Indochinoise de Plantations d'Hévéas (SIPH), prospectent la Côte d'Ivoire afin d'identifier des sites favorables à la culture de l'hévéa. Les premières pépinières réalisées dès 1955 à partir de trois millions de graines transportées par avion du Vietnam en Côte d'Ivoire, donnent naissance aux premières plantations de la SAPH. En juillet 1999 les sociétés OMNIPAR et SIPH filiales du Groupe SIFCA, reprennent la SAPH.
Filiale de SIFCA depuis 1999, la Société Africaine de Plantations d’Hévéas (SAPH) est le 1er producteur de caoutchouc naturel d’Afrique de l’Ouest, avec plus de 163 000 tonnes usinées par an. Forte de 5 400 employés et d’un réseau de 5 Unités Agricoles Intégrées, SAPH exploite 24 400 hectares de plantations industrielles, et assure l’encadrement de quelque 29 000 planteurs d’hévéa. La société est cotée à la Bourse Régionale des Valeurs Mobilières (BRVM - Abidjan) depuis 1996. Son capital social est de 14,6 milliards de FCFA. À fin 2017, SAPH exploite 23 022 hectares de plantations d'hévéas implantés en Côte d'Ivoire.

## Dispositif technique
Le dispositif technique de la SAPH s'articule autour de cinq principaux complexes agro-industriels disposant chacun de plantations et d'usines de traitement : Toupah, Bongo, Yacoli, Bettié et Rapides Grah. Pour optimiser au mieux ses capacités de productions, la SAPH couvre environ 60 % de ses besoins en matière première par des achats effectués auprès de milliers de planteurs indépendants. Leader de l'hévéaculture en Côte d'Ivoire avec 70 % de parts de marché, la SAPH demeure pour de nombreux planteurs indépendants, un partenaire privilégié qui offre un double dispositif comprenant la collecte de la production et l'encadrement technique des hévéaculteurs, disponible sur l'ensemble des bassins hévéicoles du pays.